# Söråker
Söråker (lokaal ook wel bekend als Löta) is een plaats in de gemeente Timrå in het landschap Medelpad en de provincie Västernorrlands län in Zweden. De plaats heeft 2414 inwoners (2020) en een oppervlakte van 510 hectare. De plaats ligt iets ten oosten van het vliegveld Sundsvall-Härnösands airport. De plaats ligt aan de Sundsvallbukten, een deel van de Botnische Golf. De Europese weg 4 loopt vlak langs de plaats.

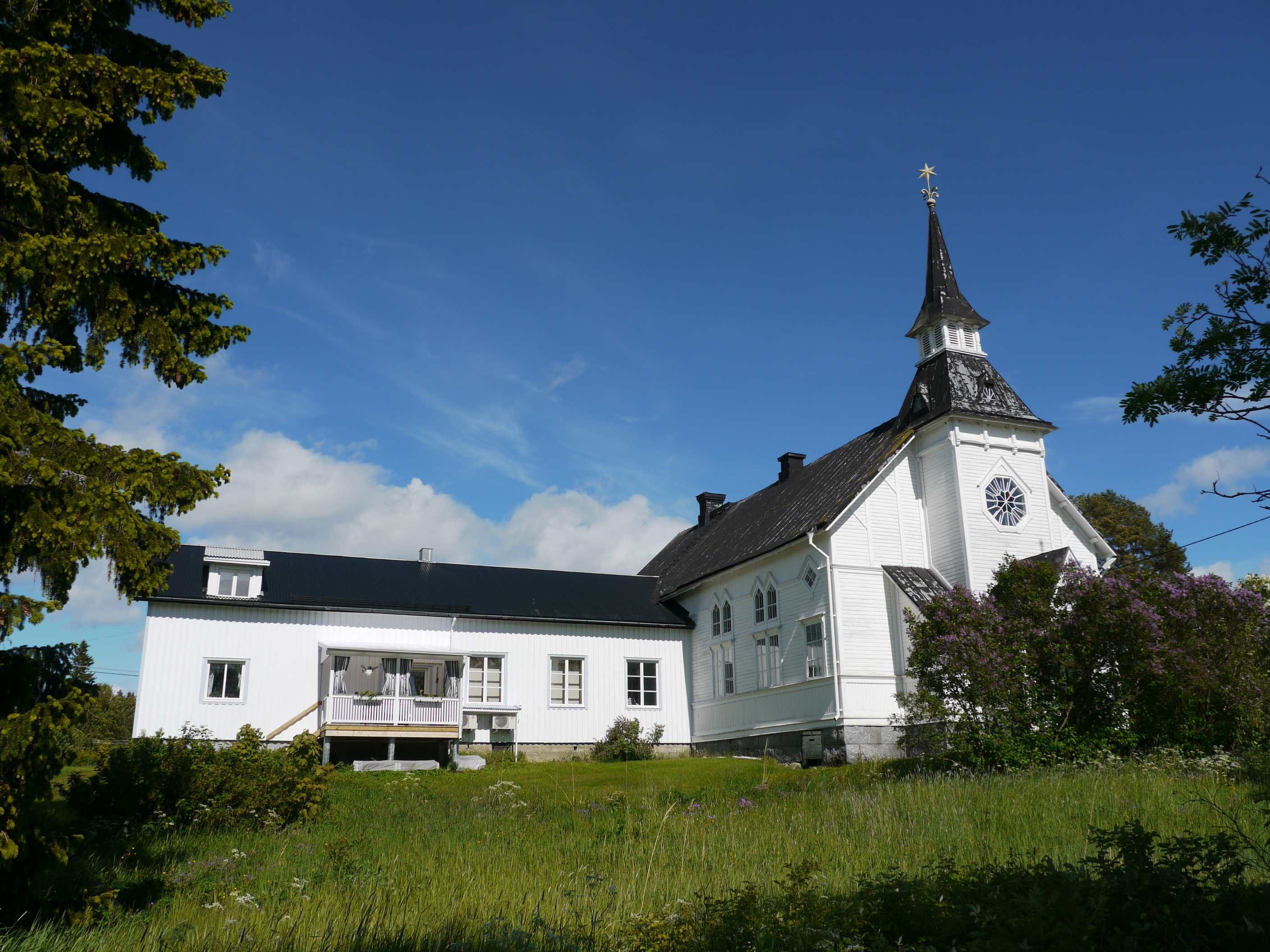
De Ebeneserkerk in Söråker.

De witte houten baptistische kerk dateert uit 1898.

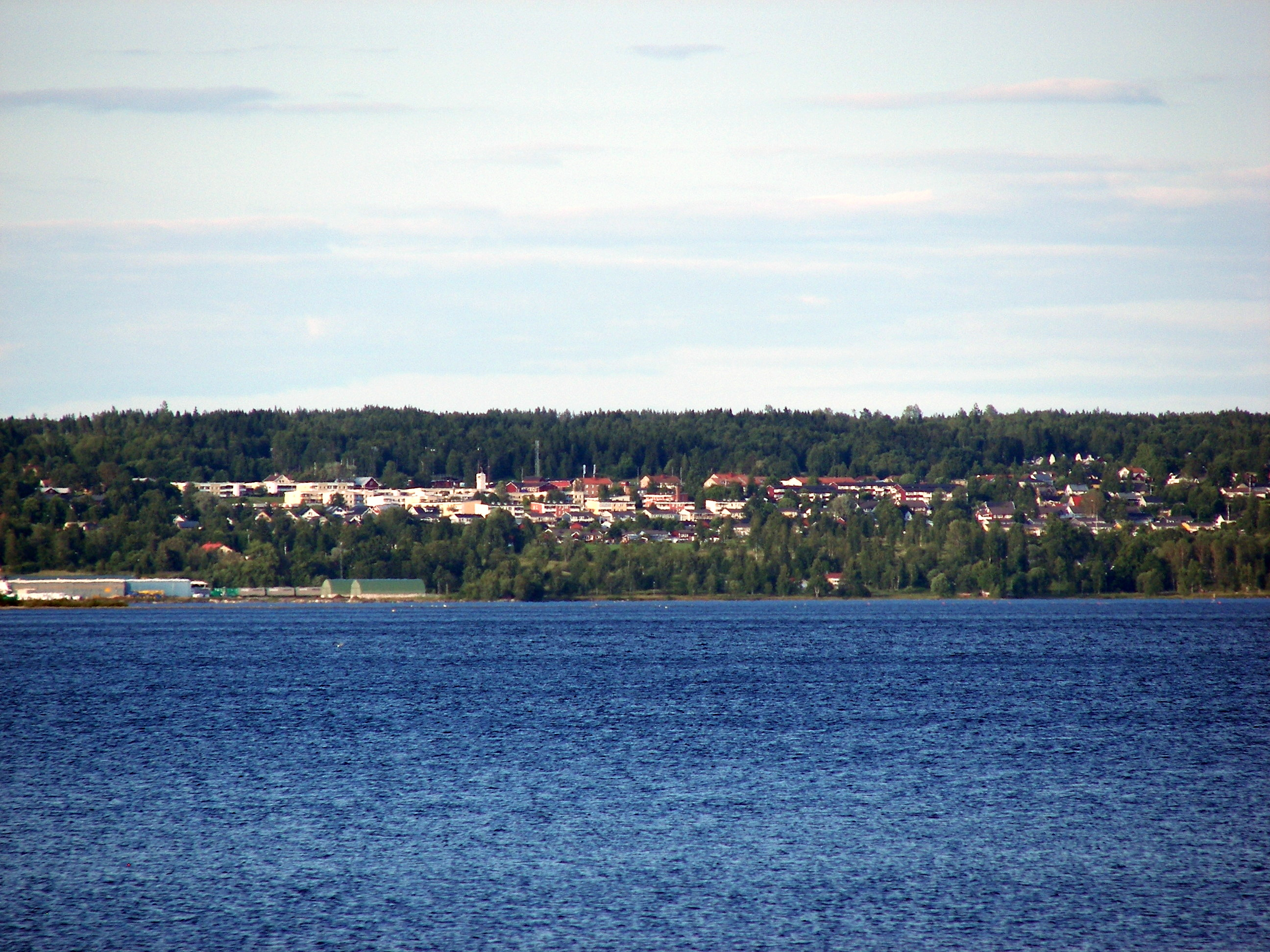
Söråker